# Coupe d'Islande de football 1968
La coupe d'Islande 1968 de football est la 9e édition de la Coupe nationale de football.
Elle s'est disputée du 21 juillet 1968 au 5 octobre 1968, avec la finale jouée au Melavöllur à Reykjavik.
La Coupe revêt une haute importance puisque le vainqueur est qualifié pour la Coupe des Coupes (Si un club gagne à la fois le championnat et la Coupe, c'est le finaliste de la Coupe qui prend sa place en Coupe des Coupes).
Les équipes de 1. Deild (1re division) ne rentrent qu'en quarts de finale de l'épreuve. Lors des tours précédents, les équipes de 2. Deild (2e division), ainsi que les équipes réserves s'affrontent en matchs simples. À partir des demi-finales, en cas de match nul, le match est rejoué, sinon un tirage au sort est effectué pour connaître le vainqueur.
L'ÍBV Vestmannaeyjar, juste promu en 1. Deild remporte la première Coupe d'Islande de son histoire et s'offre une qualification en Coupe d'Europe. Autre première : l'arrivée en finale d'une équipe réserve, celle du KR Reykjavik, vainqueur en 1/4 de finale de son équipe première...

## Tour préliminaire
| Équipe 1            | Résultat | Équipe 2             |
| ------------------- | -------- | -------------------- |
| KR Reykjavik B      | 2 - 1    | Völsungur Húsavík    |
| ÍBK Keflavík B      | 1 - 5    | þrottur Reykjavik    |
| Víðir Garður        | 1 - 5    | Breiðablik Kopavogur |
| þrottur Reykjavik B | 1 - 2    | UMF Njarðvík         |
| ÍBA Akureyri B      | 5 - 2    | FH Hafnarfjörður     |
| Vikingur Reykjavik  | 2 - 1    | IA Akranes B         |

## Premier tour
- Entrée en lice de Haukar Hafnarfjörður, IA Akranes, IB Isafjörður, Breiðablik Kopavogur et des équipes réserves Fram Reykjavik B, Vikingur Reykjavik B, Valur Reykjavik B et ÍBV Vestmannaeyjar B.

| Équipe 1             | Résultat | Équipe 2               |
| -------------------- | -------- | ---------------------- |
| Haukar Hafnarfjörður | 0 - 1    | Vikingur Reykjavik B   |
| Valur Reykjavik B    | 0 - 3    | Breiðablik Kopavogur   |
| UMF Njarðvík         | 1 - 0    | ÍBV Vestmannaeyjar B   |
| þrottur Reykjavik    | 5 - 1    | ÍBA Akureyri           |
| IA Akranes           | 8 - 1    | Fram Reykjavik B       |
| Vikingur Reykjavik   | 4 - 0    | Breiðablik Kopavogur B |
| ÍB Isafjörður        | 0 - 2    | KR Reykjavik           |

## Deuxième tour
- Entrée en lice de l'UMF Selfoss

| Équipe 1           | Résultat | Équipe 2             |
| ------------------ | -------- | -------------------- |
| Vikingur Reykjavik | 6 - 5    | UMF Selfoss          |
| IA Akranes         | 6 - 2    | UMF Njarðvík         |
| KR Reykjavik B     | 3 - 1    | Vikingur Reykjavik B |
| þrottur Reykjavik  | 2 - 0    | Breiðablik Kopavogur |

## Troisième tour
| Équipe 1          | Résultat | Équipe 2           |
| ----------------- | -------- | ------------------ |
| þrottur Reykjavik | 0 - 2    | Vikingur Reykjavik |
| KR Reykjavik B    | 1 - 0    | IA Akranes         |

## Quarts de finale
- Entrée en lice des 6 clubs de 1. Deild

| Équipe 1            | Résultat | Équipe 2                |
| ------------------- | -------- | ----------------------- |
| ÍBK Keflavík (D1)   | 5 - 6    | ÍBV Vestmannaeyjar (D1) |
| ÍBA Akureyri (D1)   | 6 - 6    | Valur Reykjavik* (D1)   |
| KR Reykjavik B      | 4 - 3    | KR Reykjavik (D1)       |
| Fram Reykjavik (D1) | 7 - 4    | Vikingur Reykjavik      |

* Valur Reykjavik vainqueur après tirage au sort

## Demi-finales
| Équipe 1           | Résultat | Équipe 2        |
| ------------------ | -------- | --------------- |
| ÍBV Vestmannaeyjar | 2 - 1    | Fram Reykjavik  |
| KR Reykjavik B     | 2 - 1    | Valur Reykjavik |

## Finale
| 21 octobre 1968 | ÍBV Vestmannaeyjar               | 2 - 1 | KR Reykjavik B  | Melavöllur, Reykjavik |  |
|                 | Sigmar Palmason · Valur Andersen |       | Johan Reynisson |                       |  |
|                 | (Rapport)                        |       |                 |                       |  |

- L'ÍBV Vestmannaeyjar remporte sa première Coupe d'Islande et se qualifie pour la Coupe des Coupes 1969-1970.